# Karen Moe
Karen Patricia Moe, född 22 januari 1953 i Del Monte i Filippinerna, är en amerikansk före detta simmare.
Hon blev olympisk guldmedaljör på 200 meter fjärilsim vid sommarspelen 1972 i München.